# Pteronymia timagenes
Pteronymia timagenes är en fjärilsart som beskrevs av Frederick DuCane Godman och Osbert Salvin 1889. Pteronymia timagenes ingår i släktet Pteronymia och familjen praktfjärilar. Inga underarter finns listade.